# Miss Univers Canada 2008
Miss Univers Canada 2008, 14e élection de Miss Univers Canada, s'est déroulée le 28 avril 2008 à Toronto.
La gagnante, Samantha Tajik, succède à Inga Skaya, Miss Univers Canada 2007. Elle est la première persique à remporter le titre de Miss Univers Canada.

## Classement final
| Titre | Candidates |
| --- | --- |
| Miss Univers Canada 2008 - Représentante du Canada à Miss Univers 2008 - Non classée à Miss Univers 2008                                  | - Vancouver - Samantha Tajik |
| 1re dauphine - Représentante du Canada à Miss Univers 2012 - Remplacée par sa 1re dauphine, Adwoa Yamoah en raisond'une blessure au pied. | - Vancouver - Sahar Biniaz |
| 2e dauphine | - Concord - Aleksandra Malkin |
| 3e dauphine | - Langley - Lina Lombana |
| 4e dauphine | - Scarborough - Genida Prifti |
| Top 10 | - Toronto - Elena Semikina - Toronto - Elena Tchemissova - Toronto - Klaudia Olejnik - Calgary - Stephanie Koo - Ottawa - Taryn Scerbo |
| Top 20 | - Pitt Meadows - Agnes Kim - Mississauga - Anastasia Marinina - Burnaby - Ania Bureacenco - Montréal - Dayna Hajaly - Pierrefonds - Lateesha Ector - Port Alberni - Lauren McKamey - Toronto - Lyudmyla Tregubenko - North Vancouver - Sarah Khoshnavazi - Saint-Nicolas - Valerie Welsh - Mississauga - Vanessa Drautz |

## Candidates
| Nom                        | Âge    | Taille          | Domicile            | Origine           | Classement               |
| -------------------------- | ------ | --------------- | ------------------- | ----------------- | ------------------------ |
| Adwoa Yamoah               | 21 ans | 1,75 m (5′ 9″)  | Calgary             | Canada            | Non classée              |
| Agnes Kim                  | 24 ans | 1,65 m (5′ 5″)  | Pitt Meadows        | Canada            | Top 20                   |
| Aleksandra Malkin          | 20 ans | 1,80 m (5′ 11″) | Concord             | Israël            | 2e dauphine              |
| Alexandria Wiemer          | 24 ans | 1,71 m (5′ 7″)  | Calgary             | Canada            | Non classée              |
| Allison Stern              | 22 ans | 1,60 m (5′ 3″)  | Sherwood Park       | Canada            | Non classée              |
| Amy Toor                   | 25 ans | 1,72 m (5′ 8″)  | Surrey              | Canada            | Non classée              |
| Anastasia Marinina         | 20 ans | 1,76 m (5′ 9″)  | Mississauga         | Kazakhstan        | Top 20                   |
| Ania Bureacenco            | 20 ans | 1,76 m (5′ 9″)  | Burnaby             | Moldavie          | Top 20                   |
| Anindita Mukherjee         | 23 ans | 1,72 m (5′ 8″)  | Calgary             | Canada            | Non classée              |
| Ann Parry                  | 25 ans | 1,76 m (5′ 9″)  | Saskatoon           | Canada            | Non classée              |
| Brittney Kuczynski         | 18 ans | 1,71 m (5′ 7″)  | Mississauga         | Pologne           | Non classée              |
| Chelsea Tail Feathers      | 19 ans | 1,71 m (5′ 7″)  | Stand Off           | Canada            | Non classée              |
| Connie D’Angelo            | 23 ans | 1,65 m (5′ 5″)  | Ottawa              | Canada            | Non classée              |
| Courtney Liefke            | 20 ans | 1,72 m (5′ 8″)  | Coldstream          | Canada            | Non classée              |
| Cynthia Ponari             | 18 ans | 1,71 m (5′ 7″)  | Montréal            | Canada            | Non classée              |
| Dayna Hajaly               | 19 ans | 1,75 m (5′ 9″)  | Montréal            | Canada            | Top 20                   |
| Elena Semikina             | 24 ans | 1,85 m (6′ 1″)  | Toronto             | Moldavie          | Top 10                   |
| Elena Tchemissova          | 23 ans | 1,71 m (5′ 7″)  | Toronto             | Ukraine           | Non classée              |
| Emily Hoddinott            | 22 ans | 1,65 m (5′ 5″)  | Prince George       | Canada            | Non classée              |
| Genida Prifti              | 24 ans | 1,82 m (6′ 0″)  | Scarborough         | Albanie           | 4e dauphine              |
| Jennyfer Boyce             | 26 ans | 1,65 m (5′ 5″)  | Calgary             | Canada            | Non classée              |
| Jessica Clausen            | 19 ans | 1,65 m (5′ 5″)  | Winnipeg            | Canada            | Non classée              |
| Joelle Lanctot             | 19 ans | 1,67 m (5′ 6″)  | Saint-Michel        | Canada            | Non classée              |
| Karelya Medialdea          | 24 ans | 1,71 m (5′ 7″)  | Abbotsford          | Cuba              | Non classée              |
| Katherine Raymond          | 20 ans | 1,71 m (5′ 7″)  | Lorraine            | Canada            | Non classée              |
| Katie Flood                | 25 ans | 1,75 m (5′ 9″)  | St. John's          | Canada            | Non classée              |
| Kimberly Dubeau            | 23 ans | 1,72 m (5′ 8″)  | Kapuskasing         | Canada            | Non classée              |
| Klaudia Olejnik            | 20 ans | 1,71 m (5′ 7″)  | Toronto             | Pologne           | Top 10                   |
| Kriti Bhatnagar            | 22 ans | 1,71 m (5′ 7″)  | Edmonton            | Canada            | Non classée              |
| Lateesha Ector             | 23 ans | 1,75 m (5′ 9″)  | Pierrefonds         | Trinité-et-Tobago | Top 20                   |
| Lauren Mckamey             | 23 ans | 1,82 m (6′ 0″)  | Port Alberni        | Canada            | Non classée              |
| Lina Lombana               | 19 ans | 1,75 m (5′ 9″)  | Langley             | Colombie          | 3e dauphine              |
| Lyudmyla Tregubenko        | 24 ans | 1,72 m (5′ 8″)  | Toronto             | Ukraine           | Top 20                   |
| Maria Woodward             | 21 ans | 1,67 m (5′ 6″)  | Campbell River      | Canada            | Non classée              |
| Mona Nikkah                | 21 ans | 1,71 m (5′ 7″)  | Montréal            | Canada            | Non classée              |
| Olga Tchistilina           | 26 ans | 1,75 m (5′ 9″)  | Mississauga         | Ukraine           | Non classée              |
| Pauline Ranjbar            | 21 ans | 1,67 m (5′ 6″)  | Dollard-des-Ormeaux | Canada            | Non classée              |
| Sabrina Haloulakos         | 21 ans | 1,65 m (5′ 5″)  | Burnaby             | Canada            | Non classée              |
| Sabrina Misquita           | 21 ans | 1,67 m (5′ 6″)  | LaSalle             | Canada            | Non classée              |
| Sahar Biniaz               | 22 ans | 1,72 m (5′ 8″)  | Vancouver           | Inde              | 1re dauphine             |
| Sarah Khoshnavazi          | 20 ans | 1,67 m (5′ 6″)  | North Vancouver     | Iran              | Top 20                   |
| Samantha Tajik             | 25 ans | 1,77 m (5′ 10″) | Vancouver           | Iran              | Miss Univers Canada 2008 |
| Sarah Foot                 | 24 ans | 1,72 m (5′ 8″)  | Oyen                | Canada            | Non classée              |
| Sarah Fullerton            | 25 ans | 1,72 m (5′ 8″)  | Vancouver           | Canada            | Non classée              |
| Sarah Philibert            | 19 ans | 1,72 m (5′ 8″)  | Bécancour           | Canada            | Non classée              |
| Sara-Jade Doucet Gallienne | 19 ans | 1,72 m (5′ 8″)  | Bécancour           | Canada            | Non classée              |
| Sasha Abunnadi             | 24 ans | 1,63 m (5′ 4″)  | Abbotsford          | Canada            | Non classée              |
| Shannon MacKinnon          | 23 ans | 1,71 m (5′ 7″)  | Edmonton            | Canada            | Non classée              |
| Shannon Smadella           | 26 ans | 1,65 m (5′ 5″)  | Saskatoon           | Canada            | Non classée              |
| Sharon Persaud             | 26 ans | 1,67 m (5′ 6″)  | Etobicoke           | Canada            | Non classée              |
| Sharon Philipose           | 21 ans | 1,67 m (5′ 6″)  | Ottawa              | Canada            | Non classée              |
| Sonja McCree               | 25 ans | 1,71 m (5′ 7″)  | Pointe-Claire       | Trinité-et-Tobago | Non classée              |
| Stephanie Ataliotis        | 20 ans | 1,75 m (5′ 9″)  | Vancouver           | Chypre            | Non classée              |
| Stephanie Koo              | 26 ans | 1,68 m (5′ 6″)  | Calgary             | Canada            | Top 10                   |
| Tanya Razi                 | 19 ans | 1,71 m (5′ 7″)  | Port Moody          | Canada            | Non classée              |
| Taryn Scerbo               | 23 ans | 1,72 m (5′ 8″)  | Ottawa              | Canada            | Top 10                   |
| Valerie Welsh              | 20 ans | 1,75 m (5′ 9″)  | Saint-Nicolas       | Canada            | Top 20                   |
| Vanessa Drautz             | 24 ans | 1,71 m (5′ 7″)  | Mississauga         | Canada            | Top 20                   |

## Observations

### Représentation des candidates aux concours de beauté nationaux
| Concours de beauté international | Année | Territoire | Candidate      | Classement                                                              |
| -------------------------------- | ----- | ---------- | -------------- | ----------------------------------------------------------------------- |
| Miss Univers Canada              | 2003  | Vancouver  | Sahar Biniaz   | Non classée                                                             |
| Miss Univers Canada              | 2009  | Calgary    | Adwoa Yamoah   | Top 12                                                                  |
| Miss Univers Canada              | 2010  | Toronto    | Elena Semikina | Miss Univers Canada 2010                                                |
| Miss Univers Canada              | 2012  | Vancouver  | Sahar Biniaz   | Miss Univers Canada 2012                                                |
| Miss Univers Canada              | 2012  | Calgary    | Adwoa Yamoah   | 1re dauphine                                                            |
| Miss B.C. World                  | 2005  | Abbotsford | Sasha Abunnadi | Miss B.C. World 2005                                                    |
| Miss B.C. World                  | 2005  | Vancouver  | Sahar Biniaz   | 2e dauphine                                                             |
| Miss Monde Canada                | 2006  | Abbotsford | Sasha Abunnadi | Top 15 Best in Interview Award Beauty With A Purpose Honourable Mention |

### Représentation des candidates aux concours de beauté internationaux
| Concours de beauté international | Année | Territoire | Candidate      | Classement                           |
| -------------------------------- | ----- | ---------- | -------------- | ------------------------------------ |
| Miss Global Beauty Queen         | 2003  | Vancouver  | Sahar Biniaz   | 1re dauphine                         |
| Miss Global Beauty Queen         | 2007  | Vancouver  | Samantha Tajik | 2e dauphine                          |
| International Model of the Year  | 2007  | Vancouver  | Samantha Tajik | International Model of the Year 2007 |
| Miss Continent américain         | 2008  | Vancouver  | Samantha Tajik | Non classée Miss Sympathie           |
| Miss International               | 2008  | Toronto    | Elena Semikina | Non classée                          |
| Miss Tourism Queen International | 2008  | Vancouver  | Sahar Biniaz   | 2e dauphine                          |
| Miss Univers                     | 2008  | Vancouver  | Samantha Tajik | Non classée                          |
| Miss Univers                     | 2010  | Toronto    | Elena Semikina | Non classée                          |
| Miss Univers                     | 2012  | Calgary    | Adwoa Yamoah   | Non classée                          |